# Glaspalatspilen
För byggnaden, se Glaspalatset.

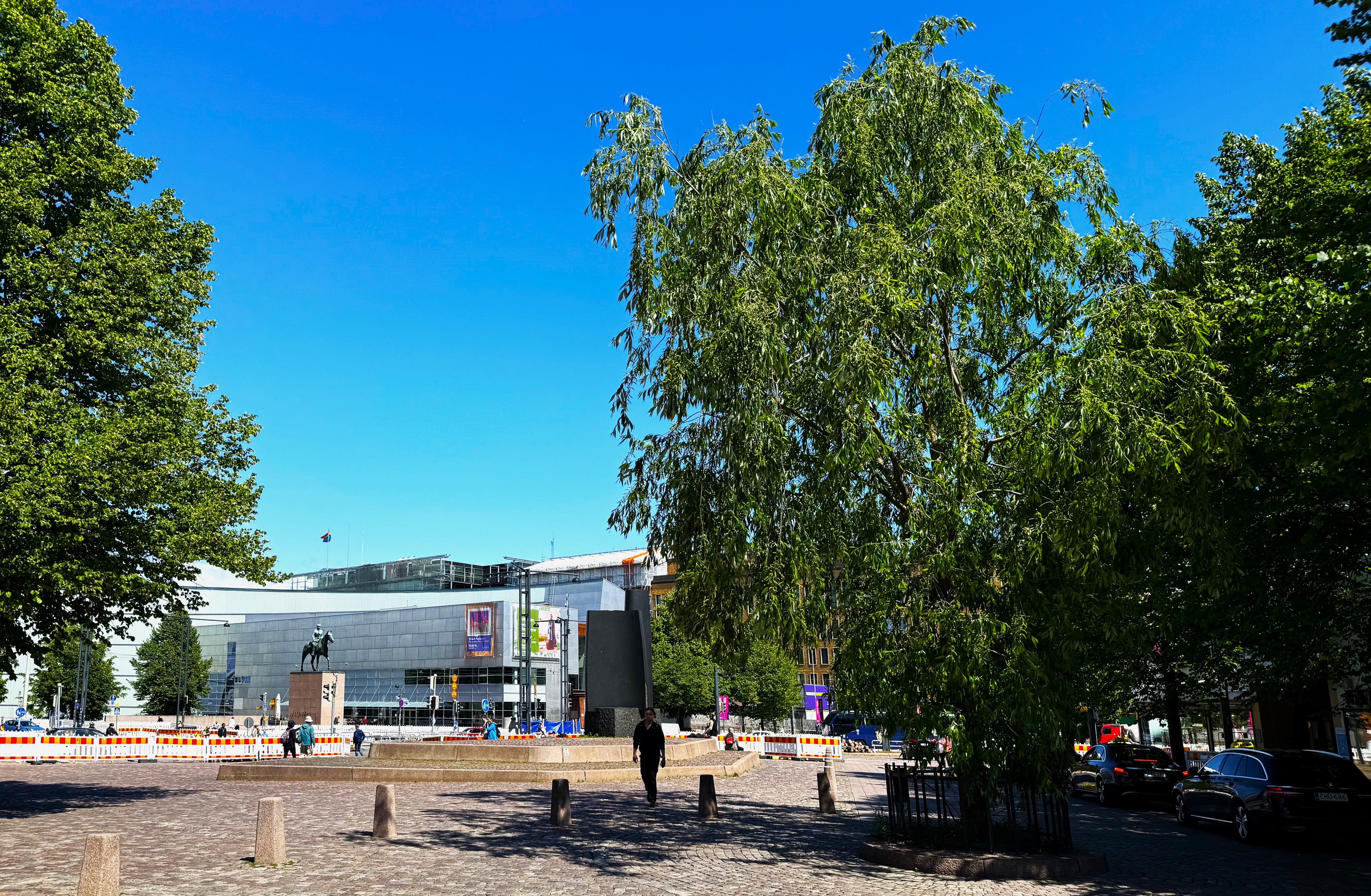
Glaspalatspilen sommaren 2024, till höger om Paasikiviplatsen. I fonden Mannerheimvägen, Marskalk Mannerheims ryttarstaty och konstmuseet Kiasma.

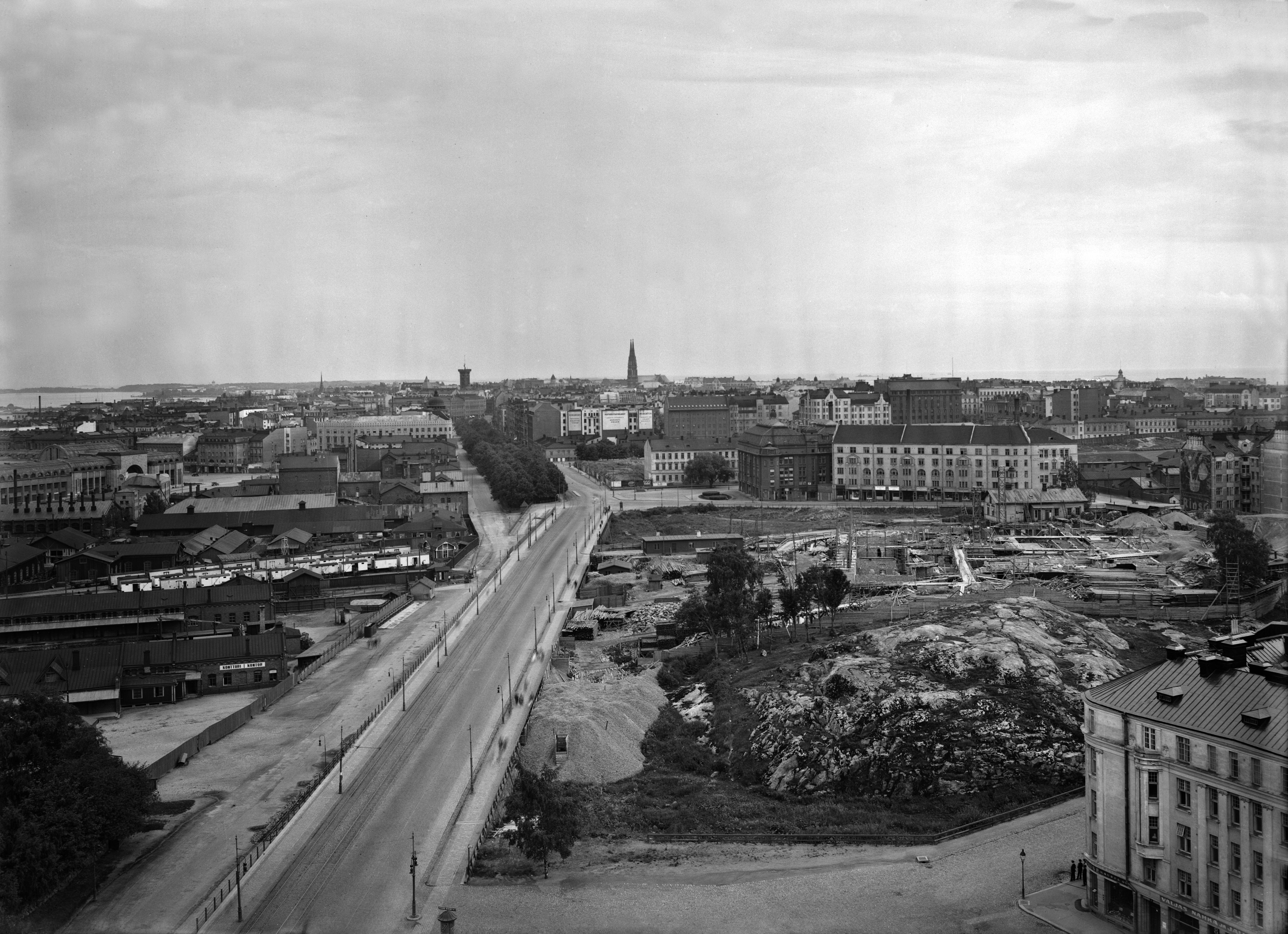
Mannerheimvägen söderut, sedd från Nationalmuseums torn, 1927. Norra flygeln till Åbo kaserns rivna huvudbyggnad syns mitt i bilden med gamla pilträdet framför.

Glaspalatspilen (finska: Lasipalatsin salava) är ett exemplar av parasollpil av arten Salix rubens, en korsning mellan Salix fragilis  och Salix alba, med tilläggsnamnet "Lasipalatsi". Den står utanför Glaspalatset på Salomonsgatan vid Mannerheimvägen i Helsingfors.
Parasollpilen planterades på platsen den 14 april 2011.
Tidigare växte på platsen en parasollpil, som planterades på 1830-talet, då området fortfarande låg på landsbygden. Ryska arméns Åbo kasern blev färdig 1833 vid dåvarande Åbo landsväg, senare Henriksgatan. I likhet med bruket i andra ryska garnisonsstäder planterades i Helsingfors trädrader vid garnisonsbyggnadernas flanker.
I början av 1900-talet fanns ett enda träd kvar av trädraden på Åbo kaserns nordvästra sida, där då Salomonsgatan anlades. Troligen hade flertalet av de andra pilarna fällts i en vinterstorm 1890, som fällt en mängd träd i staden. Åbo kaserns huvudbyggnad, med fasad mot Mannerheimvägen, eldhärjades 1918 efter att ha beskjutits av den tyska Östersjödivisionen under finska inbördeskriget och revs, men pilen fridlystes som naturminnesmärke 1924 på initiativ av Rolf Palmgren. Det var stadens första officiellt skyddade naturminne.
På platsen för Åbo kaserns huvudbyggnad uppfördes 1935 det funktionalistiska Glaspalatset. Bredvid Glaspalatset kom den gamla och då murkna pilen att stå i trafikvimlet. På grund av busstationen i närheten blev Salomonsgatan i slutet av 1900-talet en viktig genomfartsled för kollektivtrafiken. På 1980-talet krävde busschaufförer samt Helsingfors stads byggnadsverk att fredningsbeslutet skulle hävas och att trädet skulle fällas med argumenten att det var ett hinder för busstrafiken samt att det var i dåligt skick och skulle ruttna om några år. Bland andra Helsingfors stadsmuseums chef Marja-Liisa Lampinen motsatte sig detta, och trädet fick stå kvar.
Trädet föll i en storm den 29 december 2003. Pilen har uppenbarligen ryskt ursprung, men den skiljer sig från liknande pilar som senare planterats i Helsingfors och anses vara unik. Redan då trädet levde togs sticklingar, och då den föll, togs många grenar för uppdrivning. En privatperson donerade den stickling, som Helsingfors stad drev upp under ett antal år före planteringen 2011.

## Bildgalleri

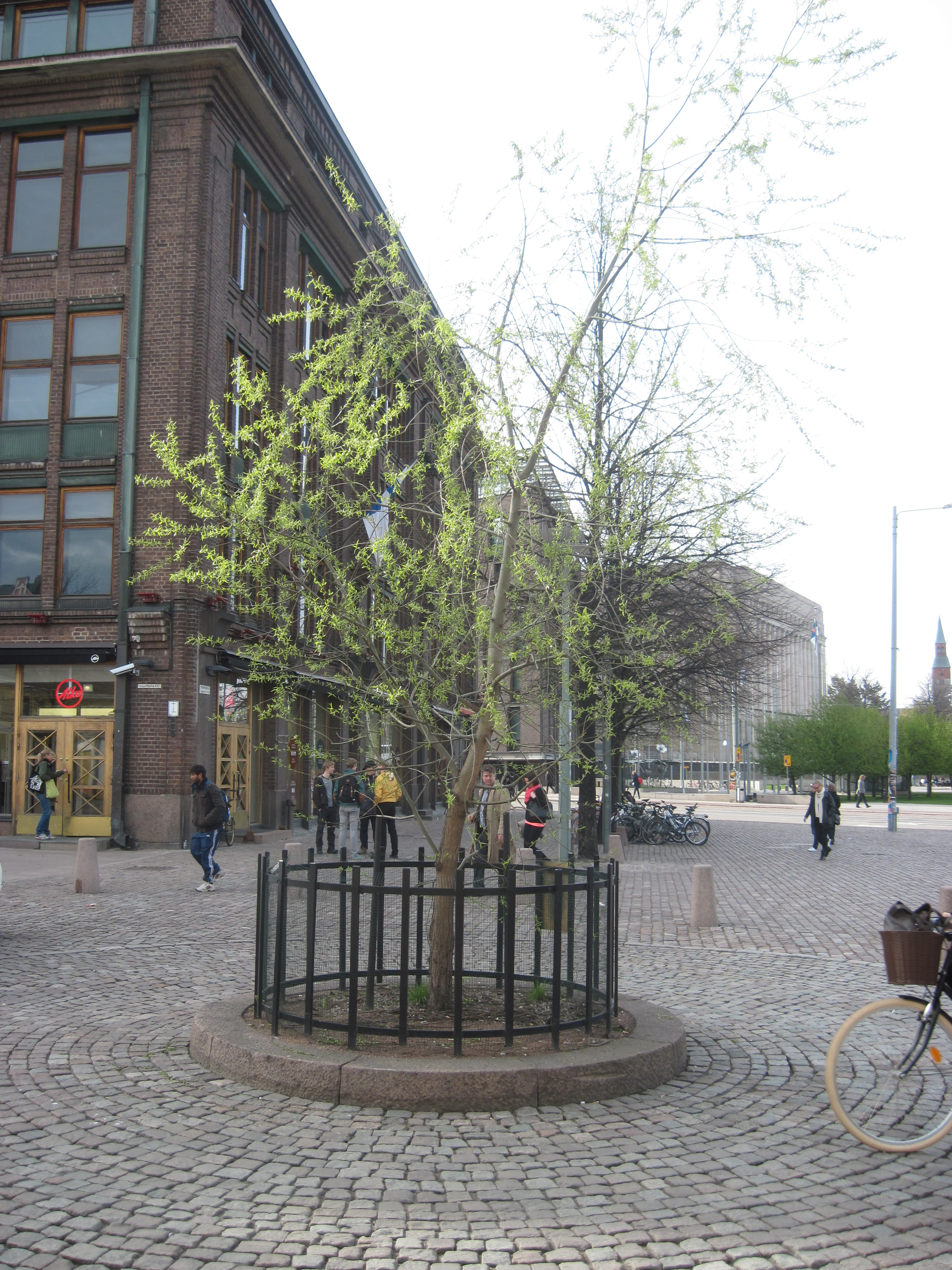
Glaspalatspilen på Salomonsgatan utanför Hankkijahuset, den 12 maj 2014
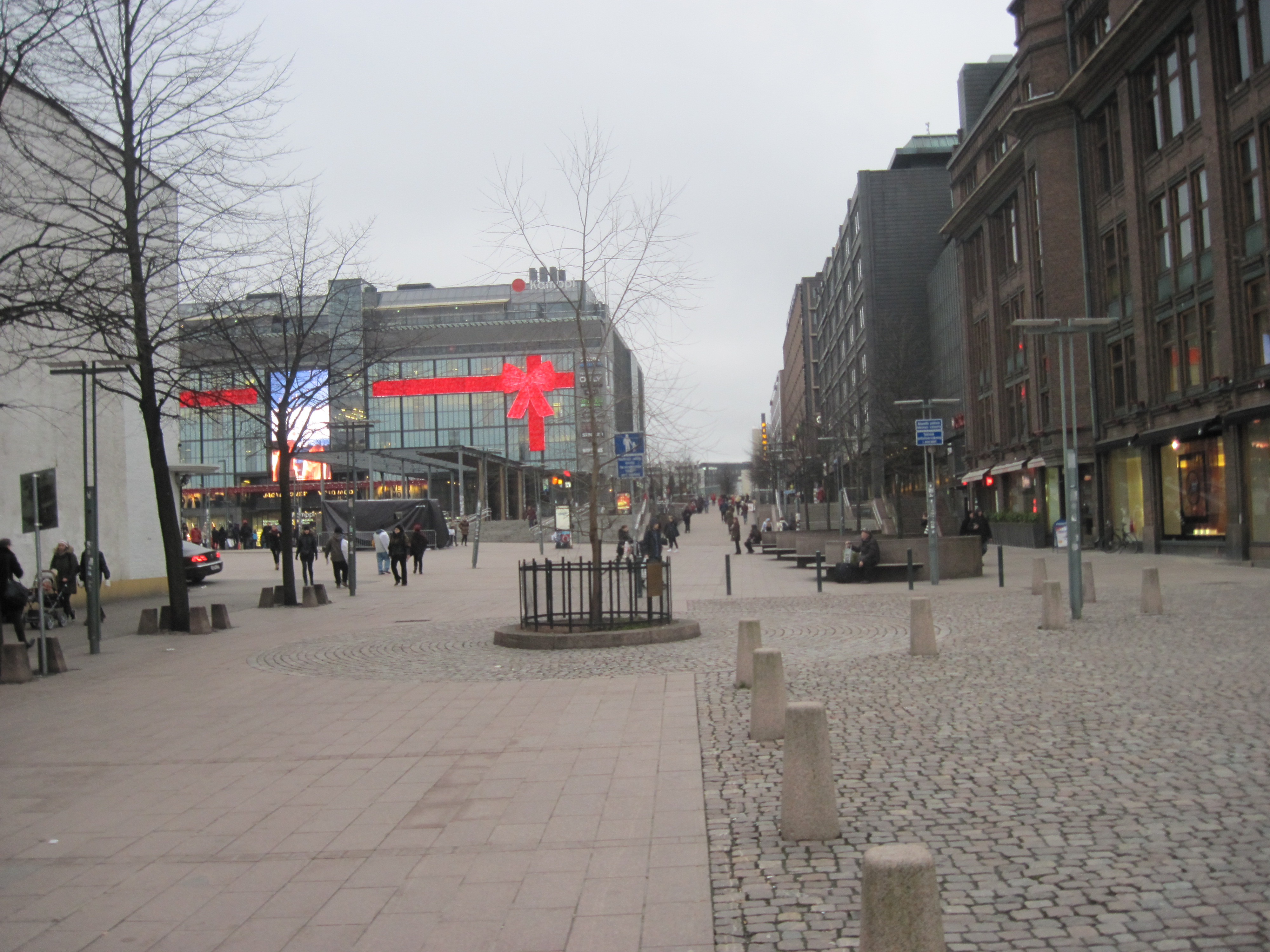
Salomonsgatans nordöstra ända, nära Mannerheimvägen. I fondens syns Kampens Centrum, 2014
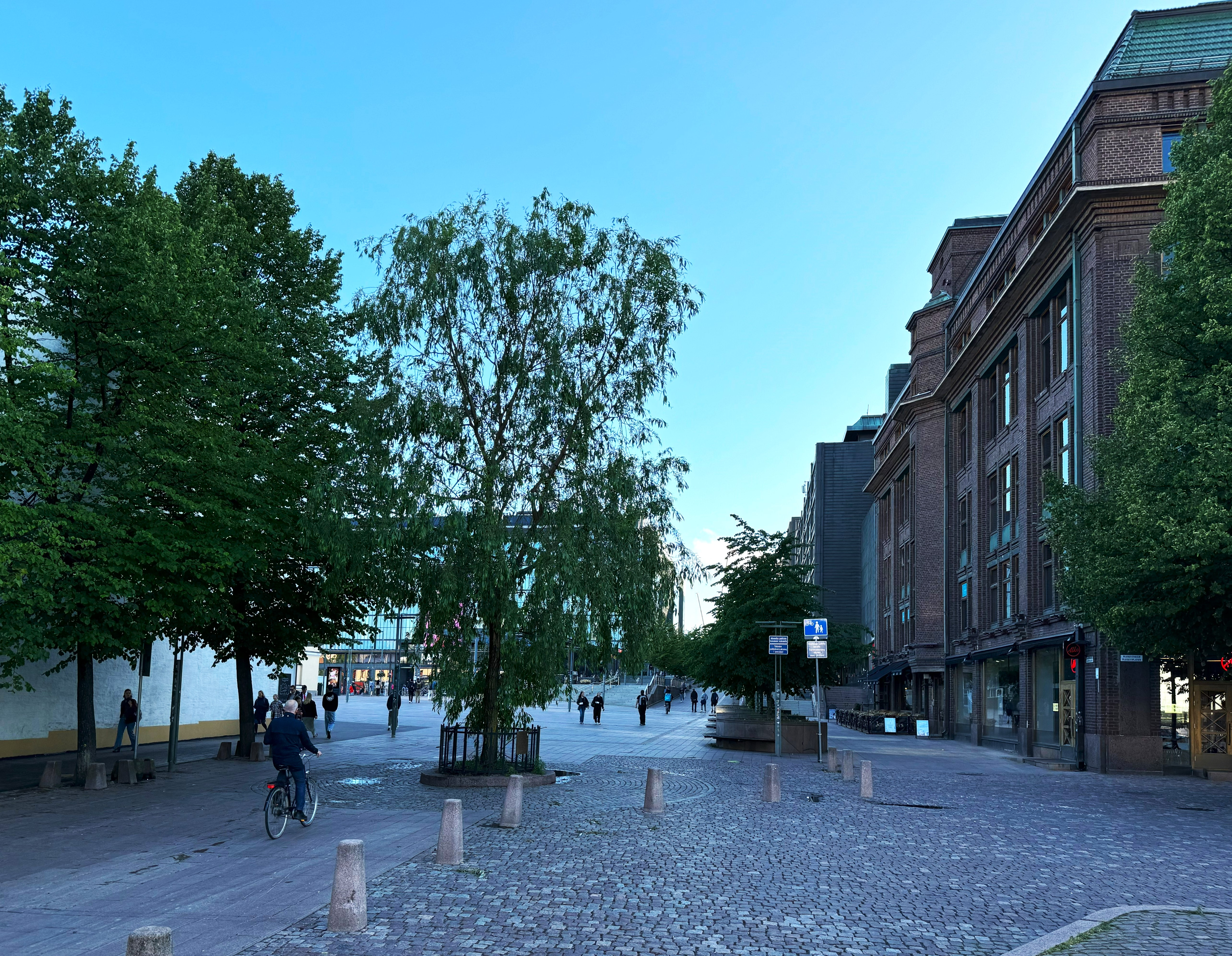
Glaspalatspilen, 2024
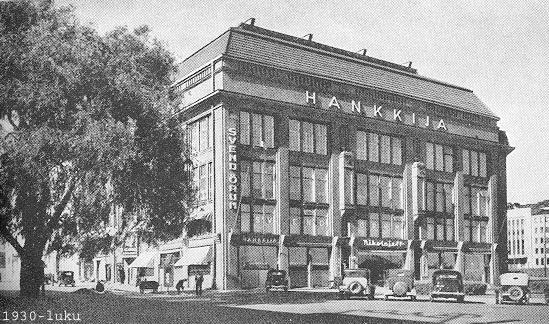
Hankkijahuset och Glaspalatspilen, 1930